# Thomas B. Evans Jr.
Thomas Beverley Evans Jr. (ur. 5 listopada 1931) – amerykański polityk, członek Partii Republikańskiej. W latach 1977–1983 był przedstawicielem stanu Delaware w Izbie Reprezentantów Stanów Zjednoczonych.